# Julius Petersen
Julius Peter Christian Petersen (Dánia, Sjælland, Sorø, 1839. június 16. – Koppenhága, 1910. augusztus 5.) dán matematikus.
Petersen már korai gyermekkorától kezdve jó barátságban volt Hieronymus Georg Zeuthennel, akivel mindössze négy háznyira laktak egymástól.

## Tanulmányai
Először egy sorøi magániskolába járt, majd 10 évesen a Soro Academy School diákja lett, itt kezdett komolyabban érdeklődni a matematika iránt. Szenvedélyévé vált a problémamegoldás, és rengeteg időt töltött azzal, hogy megpróbálja a szögharmadolást szerkesztési úton elérni. Családja anyagi helyzete miatt 1854-ben abba kellett hagynia az iskolát, ekkor nagybátyjához ment dolgozni Koldingba. Körülbelül egy évvel később a nagybácsi meghalt, és némi pénzt is hagyott Petersenre, aki visszament Soroba, letette a még hátralévő vizsgáit, majd a Koppenhágai Műszaki Egyetem hallgatója lett 1856-ban.
Első publikációja két évvel később jelent meg, logaritmusok témakörében. 1860-ban letette a mérnöki vizsgát, és még ugyanebben az évben beadott egy esszét egy egyetemi kiírásra, azonban mikor a zsűri felfedezte, hogy nem egyetemi hallgató, kizárták a pályázók köréből. 
Annak ellenére, hogy már jóval a diplomázás előtt eldöntötte, hogy matematikát szeretne tanulni, az örökség elfogyott, s így egy elismert magániskola oktatója lett 1859-1871-ig, s részmunkaidőben is oktatott, hogy el tudja tartani magát.
1862-ben felvételt nyert a Koppenhágai Egyetemre, ahol megkezdte matematikai tanulmányait. Ugyanebben az évben feleségül vette Kristine Bertelsen-t, akivel két fiuk és egy lányuk született. Annak ellenére, hogy ekkor ő maga is diák volt, napi 6-7 órát tanított hetente akár 6 alkalommal, hogy eltartsa magát és családját, illetve finanszírozza egyetemi tanulmányait. 1866-ban Master of Mathematics diplomával végzett, de az egyetemen maradt, hogy megszerezze a doktori címet. Arany medált kapott a „lebegő testek egyensúlya” témában írt tanulmányáért 1867-ben. Annak ellenére, hogy a munkáját kitűnőre értékelték, abban hibázott, hogy tudtán kívül a téma elemeit már 1814-ben kidolgozta Pierre Dupin.
1871-ben nyerte el a doktori címet a On equations which can be solved by square roots, with application to the solution of problems by ruler and compass című munkájáért.

## Kutatásai
Kutatásai igen széles területet öleltek fel; foglalkozott többek között algebrával, számelmélettel, analízissel, differenciálegyenletekkel és mechanikával. 1877-ben publikálta az Algebrai Egyenletek című munkáját, amiben megpróbált a lehető legtöbb témában írni a Galois-elmélet felhasználása nélkül.
Ezen kívül kiadott egy könyvsorozatot is, amelyben a műszaki egyetemen tartott előadássorozatait dolgozza fel: síkgeometria, statika, kinematika és dinamika témakörökben (1877-87 között). Ezeken felül írt még matematikai fizika, matematikai közgazdaságtan témakörökben, illetve kiadott egy brosúrát kriptográfia témakörben. Közgazdaságtan témájú munkái akkor kezdődtek, amikor 1871-ben egy brosúrát adott ki, amelyben a javak elosztásáról írt. Ezután még számos ilyen témájú tanulmánya jelent meg, majd némileg hirtelen kriptográfiára váltott.

## Gráfelmélet
Mindezek ellenére a legfontosabbnak tartott munkáit a gráfelmélet terén alkotta, a reguláris gráfokkal kapcsolatos innovatív elméleteivel. 1891-ben írt első ilyen témájú munkájától eredeztetik ezen tudomány születését. A tanulmány a Reguláris Gráfok Elmélete címet kapta. Azonban a róla elnevezett gráf ebben a munkában még nem jelenik meg, csak valamivel később, 1898-ban kiadott cikkben fordul elő.

## Utolsó évek
Karrierjének utolsó éveiben 1888-1909-ig Petersen főleg a függvényelmélet, a latin négyzetek és a számelmélet témaköreiben mozgott.
Érdekesség még, hogy Petersen az egyik alapítója a Danish Mathematical Society-nek, melyet 1873-ban hoztak létre, s a társaság aktív tagja is maradt a végsőkig. 1887-ben a Commission of Education for the Learned Schools tagjává választották, amely egy vizsgálóbizottság volt az oktatási minisztérium alá rendelve.
1910. augusztus 5-én Koppenhágában halt meg.